# Rainer Barzel

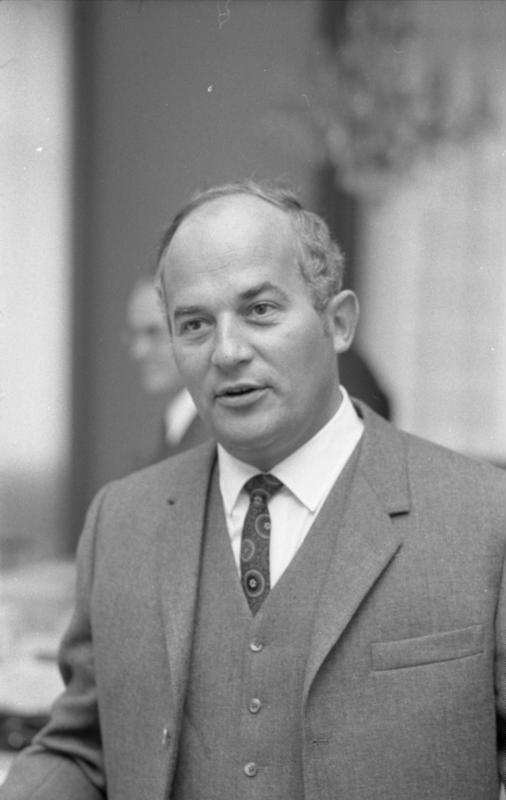
Rainer Barzel

Rainer Candidus Barzel  (Braunsberg, Oost-Pruisen, 20 juni 1924 - München, 26 augustus 2006) was een Duitse politicus voor de CDU.

## Jeugd
Barzels vader was een leraar middelbaar onderwijs. Hij groeide op in Berlijn en was actief in een rooms-katholieke jeugdbeweging. Tijdens de Tweede Wereldoorlog was hij luitenant in de marineluchtvaartdienst. Na de oorlog behaalde hij een diploma rechten aan de universiteit van Keulen. In 1949 was hij afgevaardigde van de CDU van Noordrijn-Westfalen bij de Economische Raad in Frankfurt en later werkte hij in Bonn in overheidsdienst. In 1956 kreeg hij een leidende positie in de CDU in Noordrijn-Westfalen.

## Carrière
Barzel had een lange politieke carrière. Hij was van 1957 tot 1987 lid van de West-Duitse Bondsdag en had in die periode diverse politieke functies.
- In 1962-1963 was hij in het vijfde kabinet Adenauer minister voor West-/Oost-Duitse zaken (Bundesminister für gesamtdeutsche Fragen).
- Van 1964 tot 1973 was hij voorzitter van de fractie van CDU/CSU in de Bondsdag.
- Van 1971 tot 1973 Bondsvoorzitter van de CDU.
- In 1982-1983 was hij in het eerste kabinet Kohl minister voor inter-Duitse betrekkingen (Bundesminister für innerdeutsche Beziehungen).
- In 1983-1984 was hij de achtste president van de Bondsdag.

Barzel heeft enkele malen een poging gedaan om als bondskanselier te worden gekozen.
In 1966, na het aftreden van kanselier Ludwig Erhard, verloor hij de strijd binnen de CDU als kanselierskandidaat van de meer ervaren Kurt Georg Kiesinger. In 1972 diende de CDU een motie in om kanselier Willy Brandt weg te stemmen ten gunste van Barzel. Barzel verloor deze stemming met minimaal verschil. Een jaar later droeg hij het partijvoorzitterschap over aan Helmut Kohl en het fractievoorzitterschap aan Karl Carstens.
Tijdens het onderzoek naar de Flick-affaire werd Barzel ervan beschuldigd 1,7 miljoen DMark te hebben ontvangen van het Flick concern in ruil voor deze overdracht aan Kohl. Barzel, inmiddels president van de Bondsdag, bleef de aantijgingen ontkennen maar legde in 1987 zijn functie neer omdat hij niet meer was opgewassen tegen de druk.

## Politiek
Barzel begon zijn politieke carrière als anti-communist. Toch had hij meer affiniteit van de linkerzijde van de CDU en stond hij bekend als een pragmatist. Hij kreeg vooral tegenwerking van de zusterpartij, de Beierse CSU. Verder probeerde hij het christelijke element van de CDU meer op het voorplan te plaatsen, maar faalde hierin.
- Bibliothèque nationale de France: cb135251292 (data)
- Gemeinsame Normdatei: 118652990
- International Standard Name Identifier: 0000 0001 1470 2896
- Library of Congress Control Number: n83062960
- National Archives and Records Administration: 10568443
- Nationale Bibliotheek van Tsjechië: vse2010615863
- Nationale Bibliotheek van Israël: 987007275001305171
- Nationale Bibliotheek van Polen: a0000001770408
- Nederlandse Thesaurus van Auteursnamen: 071779221
- SNAC: w6655s8d
- Système universitaire de documentation: 050337084
- Virtual International Authority File: 32157025
- WorldCat: E39PBJmTkJP3JxyRVVxMKY3hHC